# Max Narváez
Max Tranquilino Narváez Matto (ur. 15 czerwca 1957) – paragwajski judoka, olimpijczyk. Z zawodu prawnik.
Wystąpił na Letnich Igrzyskach Olimpijskich 1984. W 1/8 finału fazy grupowej jego przeciwnikiem był Marc Alexandre, z którym przegrał i odpadł z dalszej rywalizacji. Francuz uzyskał kuzure kami shiho gatame, co doprowadziło do ogłoszenia ipponu. Wraz z 12 innymi zawodnikami został sklasyfikowany na 20. pozycji. 
Podczas tych igrzysk był również chorążym reprezentacji Paragwaju podczas ceremonii otwarcia igrzysk.